# Orden de Frailes Menores Conventuales
La Orden de Frailes Menores Conventuales (oficialmente en latín: Ordo Fratrum Minorum Conventualium) es una orden religiosa católica mendicante, masculina, de derecho pontificio y perteneciente a la Primera Orden de San Francisco, fundados en 1209 por Francisco de Asís. A los religiosos de este instituto se les conoce como frailes menores conventuales o hermanos menores conventuales o franciscanos menores conventuales, en latín: Ordo Fratum Minorum Conventualium (abreviado OFMConv) o, simplemente como, franciscanos conventuales. Por su histórica difusión en muchos países del mundo, también son conocidos por diversos nombres: Minoriti (en Italia), Minoriten (en Alemania), Greyfriars (países anglófonos), Cordelier (en Francia). Sus miembros posponen a sus nombres las siglas O.F.M.Conv.

## Historia

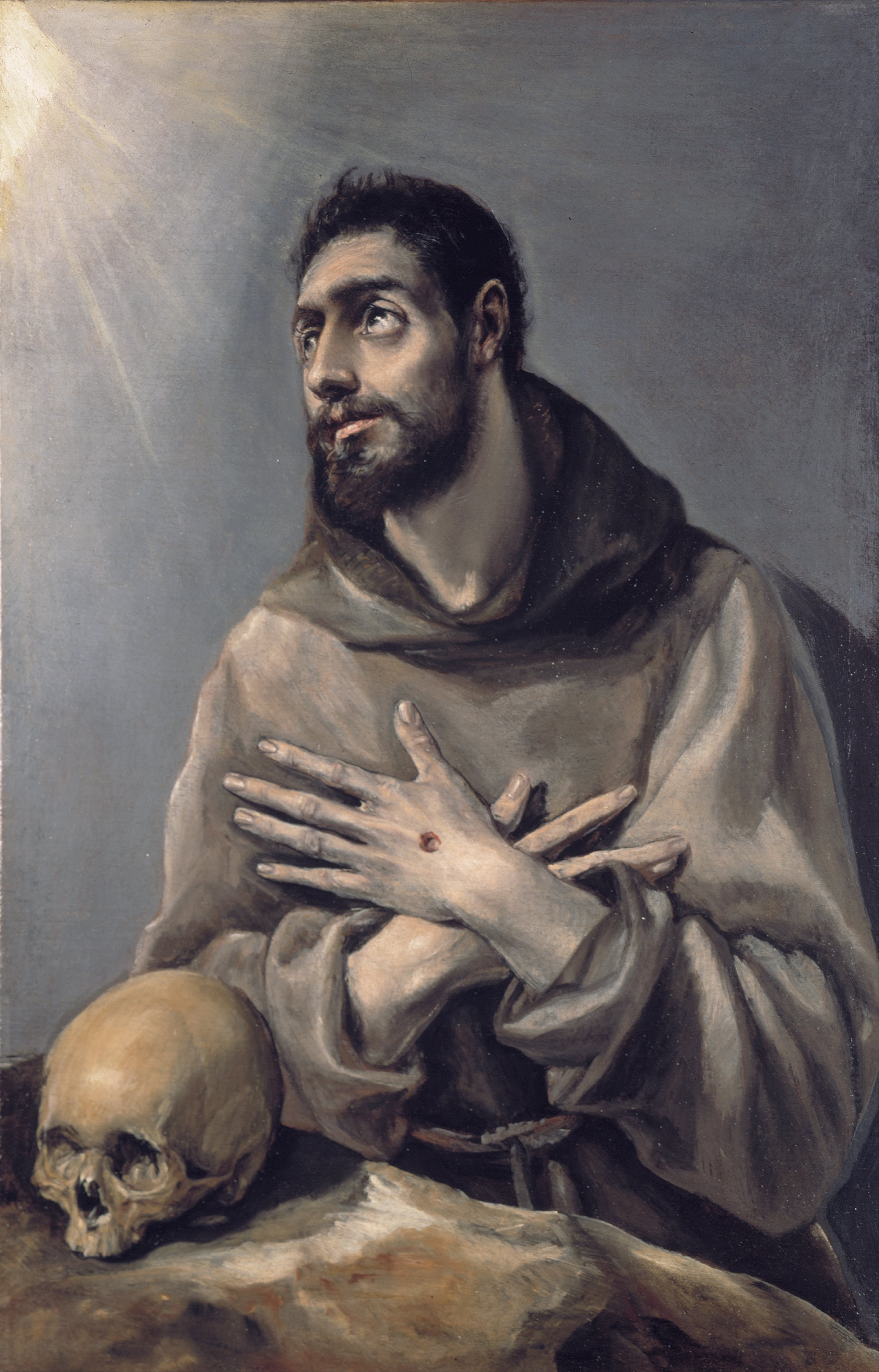
San Francisco de Asís en éxtasis, obra de El Greco, conservada en el Museo Lázaro Galdiano. Los franciscanos conventuales se consideran a sí mismos herederos de la espiritualidad y modelo de vida original de la Orden, por lo tanto tienen a Francisco de Asís por fundador.

La Orden de los Hermanos Menores Conventuales fue fundada por Francisco de Asís con el nombre de hermanos menores, en 1209. Casi desde sus inicios, se añadió la denominación de conventuales. De ella surge una gran reforma: la Orden de Hermanos Menores de la Observancia; conocidos hoy simplemente con el nombre de hermanos menores o franciscanos observantes. De esta última surgió la Orden de los Hermanos Menores Capuchinos.
Según la tradición conventual, «los Franciscanos Conventuales son el tronco original de la Orden, del que brotaron las distintas reformas». Para confirmar este dato histórico se basan en el hecho de que, el 5 de abril de 1250, el papa Inocencio IV al alabar la forma de vida de los menores, tuteló sus iglesias con el nombre de conventuales, concediéndoles la misma prerrogativa que las iglesias colegiatas. Sin embargo, la Orden conventual no recibió tal denominación hasta la segunda mitad del siglo XIV, para distinguirlos de quienes se retiraban en los eremitorios en busca de una mejor "observancia" de la Regla.
Hacia el siglo XV se iniciaron en la Iglesia católica muchos movimientos de reformas. Los franciscanos observantes asumieron las reformas de la Orden Franciscana, estableciéndose en diversas órdenes autónomas, bajo la autoridad de un mismo ministro general, fracturando la unidad de la Orden y colocando distancias cada vez más inseparables entre observantes y conventuales. Esta distancia terminó en una separación definitiva el 29 de mayo de 1517, cuando el papa León X, con la bula Ite vos in vineam meam, decidió instituir dos órdenes religiosas bajo dos gobiernos generales. A partir de esa fecha, la historia de los dos grupos toma diversos horizontes. En el seno de la conventualidad, durante el siglo XVI, nació un grupo reformador llamados conventuales reformados que buscaban un acercamiento a la orden observante. Entre 1566 y 1567 los conventuales reformados de España terminaron por unirse con los observantes, y la Orden conventual fue suprimida y sus conventos anexados a la observancia. Mientras tanto, en Italia, apoyados por el papa Sixto V, mantuvieron la autonomía, aunque con cierto rechazo durante el siglo XVII.
Fue el papa Urbano VIII quien puso fin a las persecuciones contra los conventuales. El conventualismo logró formar una identidad bajo este pontificado, de ahí que las Constituciones de 1628 lleven el nombre de Constituciones Urbanae y que permitieron un proceso de expansión de la rama por todas partes del mundo.
El siglo XVIII se presenta como el tiempo de las supresiones de las órdenes religiosas, para los franciscanos conventuales significará la pérdida de todos sus conventos en Francia, durante la Revolución. A esto le seguirán las supresiones en España con la exclaustración de 1837. Lo mismo que en Brasil y Portugal. En los demás países quedaba una presencia efímera que se iba consumiendo. Razón por la cual, durante el siglo XIX se vio la necesidad de comenzar de nuevo. A este periodo, paralelo al de la historia de la Iglesia, se le llama restauración, que portó a los conventuales a expandir su orden religiosa por los cinco continentes.

## Organización

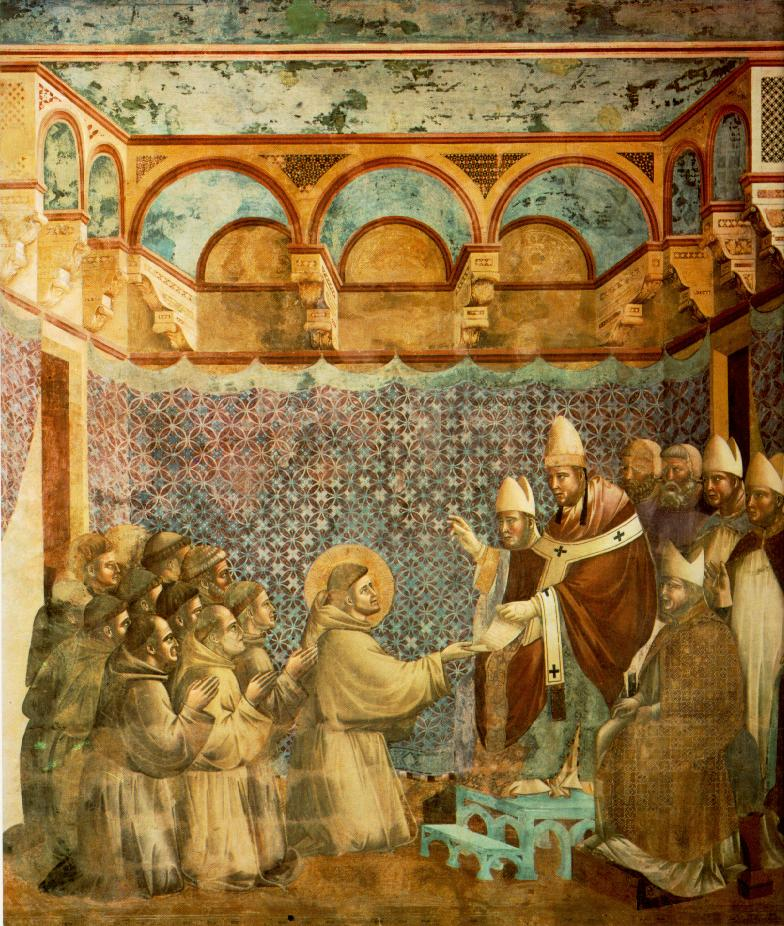
Confirmación de la Regla de san Francisco, obra de Giotto, en la Basílica de San Francisco de Asís (Italia), donde nació la Orden franciscana.

### Gobierno
La Orden de los Hermanos Menores Conventuales es un instituto religioso de derecho pontificio centralizado, cuyo gobierno recae en la persona de un superior general, conocido con el título de Ministro General. La sede central o curia general se encuentra en la Basílica de los Santos Apóstoles en Roma.
Todos los miembros de la Orden tienen los mismos derechos y deberes, a excepción de los que derivan del orden sagrado, ya que la Orden ha sido incluida por la Iglesia entre los institutos clericales. Francisco quiso que sus hermanos se llamasen menores para que de ese modo sean signo de la humildad de Jesucristo.
Los hermanos se constituyen en fraternidad conventual propiamente dicha, con el fin de, según sus principios religiosos, fomentar mejor la devoción, la vida ordenada, el oficio divino solemne, la formación de los candidatos, el estudio de la teología y otras obras de apostolado al servicio de la Iglesia de Dios, para así extender el reino de Cristo por todo el mundo, especialmente bajo la guía de la Inmaculada. Los frailes menores conventuales defendieron la doctrina de la Inmaculada Concepción, incluso, antes de que fuera proclamado por la Iglesia católica como dogma. Por esto, la Orden franciscana tiene a la Inmaculada Concepción por Reina y Patrona.

### Presencias
Los frailes menores conventuales están esparcidos por todos los continentes y son los que han cuidado y custodiado desde el inicio la Basílica y el Sacro Convento de Asís (donde se conservan y veneran los restos de san Francisco y algunos de sus compañeros), la Basílica de san Antonio, en Padua, y desde 1500 han atendido la Penitenciaría apostólica, órgano que se encarga de coordinar los diferentes aspectos del servicio del sacramento de la reconciliación en la Curia Romana.
En 2015, los hermanos menores conventuales eran 4.294, de los cuales 2.930 sacerdotes, distribuidos en 634 comunidades, presentes en 65 países de los cinco continentes.

### Actividades

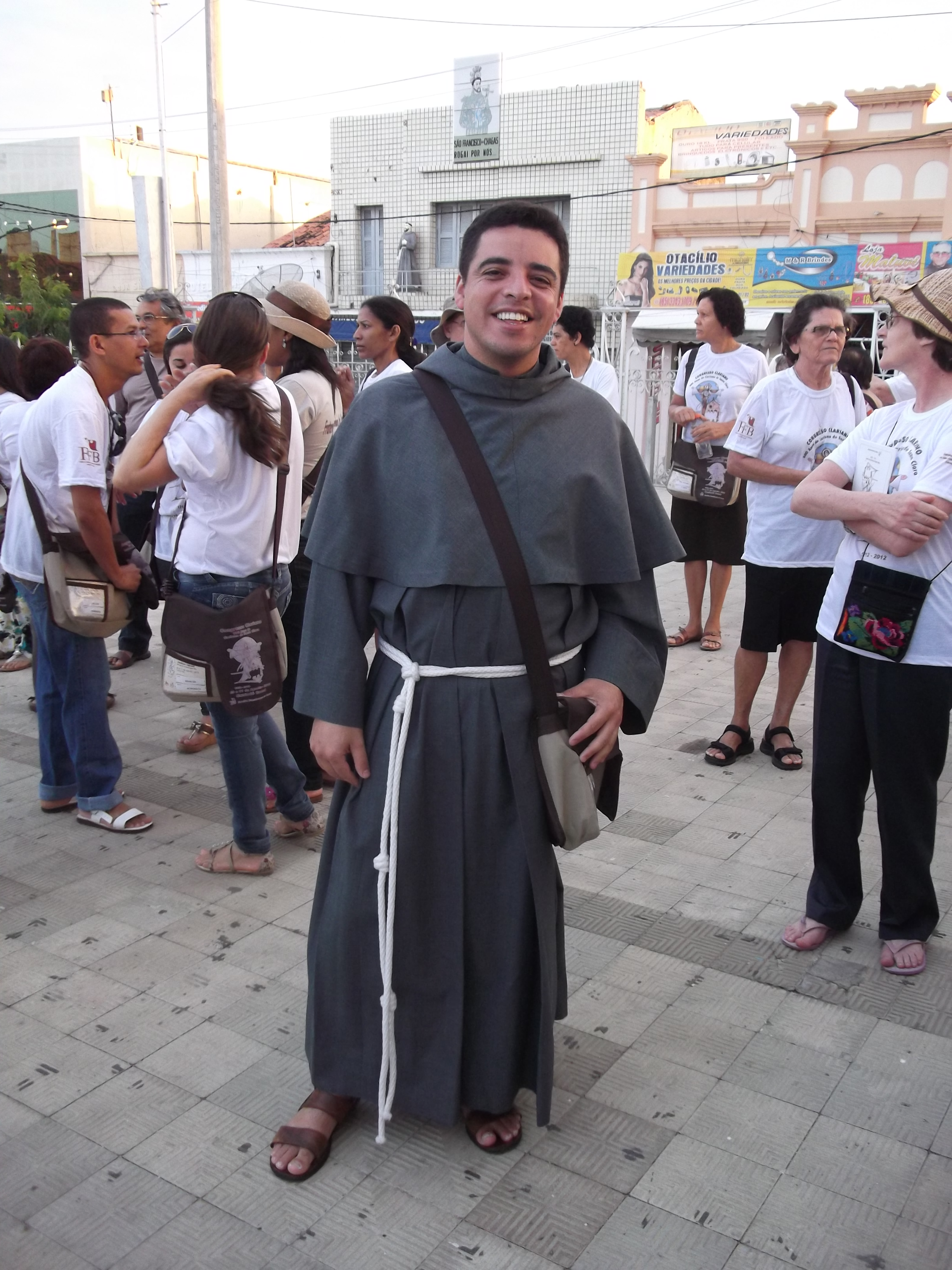
Un joven franciscano conventual con el hábito tradicional de la orden.

El pilar del carisma franciscano conventual, que tiene como fundamento la Regla de san Francisco, radica en tres dimensiones fundamentales para el instituto: la minoridad, la conventualidad y la fraternidad. Su Espiritualidad brota de la triple experiencia cristocéntrica: Cristo Pobre en el pesebre, en la Hostia y en la Cruz (Encarnación, Eucaristía y Muerte y Resurrección).
Basados en este carisma y espiritualidad, los franciscanos conventuales están comprometidos con una gama variada de actividades apostólicas, que son expresión de su vocación y misión en la Iglesia. En todo el mundo atienden centenares de iglesias y 19 basílicas, las más antiguas de la Orden, construidas entre los siglos XIII y XIV, centros educativos y de acogida, comedores y capellanías de hospitales. La Curia general tiene su sede en el convento de los Santos XII Apóstoles de Roma (donde se conservan los sepulcros de los Apóstoles Felipe y Santiago el Menor), confiado a la Orden por el papa Pío II en 1463.
El corazón de la Orden es, sin embargo, la basílica de san Francisco en Asís, con el Sacro Convento, declarada "Cabeza y Madre" de la Orden por el impulsor de la obra, el papa Gregorio IX, en 1230, en vísperas de la traslación del cuerpo del Poverello a la misma. Los hermanos conventuales atienden también la basílica de San Antonio, en Padua, meta de peregrinos de todo el mundo y centro de intensa actividad litúrgica, pastoral, cultural, editorial y caritativa; la basílica de la santa Cruz de Florencia, considerada una verdadera joya del arte italiano; santa María Gloriosa "dei Fratri" de Venecia; y las iglesias de san Lorenzo de Nápoles y de san Francisco de Bolonia y de Rávena (con la tumba de Dante Alighieri). Desde hace siglos ejercen, además, como confesores ordinarios en la basílica de san Pedro del Vaticano y regentan la Pontificia Facultad de Teología de San Buenaventura en el Colegio Seraphicum de Roma. A esto hay que añadir la labor misionera, que han ejercido, especialmente en América, Asia y África.

## Hábito
Los franciscanos conventuales usan un hábito de color gris, el que, según la tradición franciscana, usó san Francisco. El hábito negro, de uso en Europa, tiene su origen en las persecuciones napoleónicas donde solo eran aceptados los sacerdotes de sotana negra. Los frailes adoptaron el negro para ser confundidos entre el grupo de sacerdotes y así ser aceptados y conservar la Basílica y el sacro Convento de Asís y la Basílica de san Antonio, en Padua. Sin embargo, en algunas localidades de Europa, como España, Polonia y algunas zonas de Italia, los frailes han vuelto al hábito gris, como era originalmente.

## Personas destacadas
A lo largo del tiempo algunos frailes menores conventuales se han distinguido por sus contribuciones al mundo de las artes, las ciencias y las literatura. Entre estos destacan quienes, según los conceptos de la Iglesia católica, han sobresalido por su santidad y quienes han formado parte de la jerarquía de dicha iglesia.

### Santos y beatos

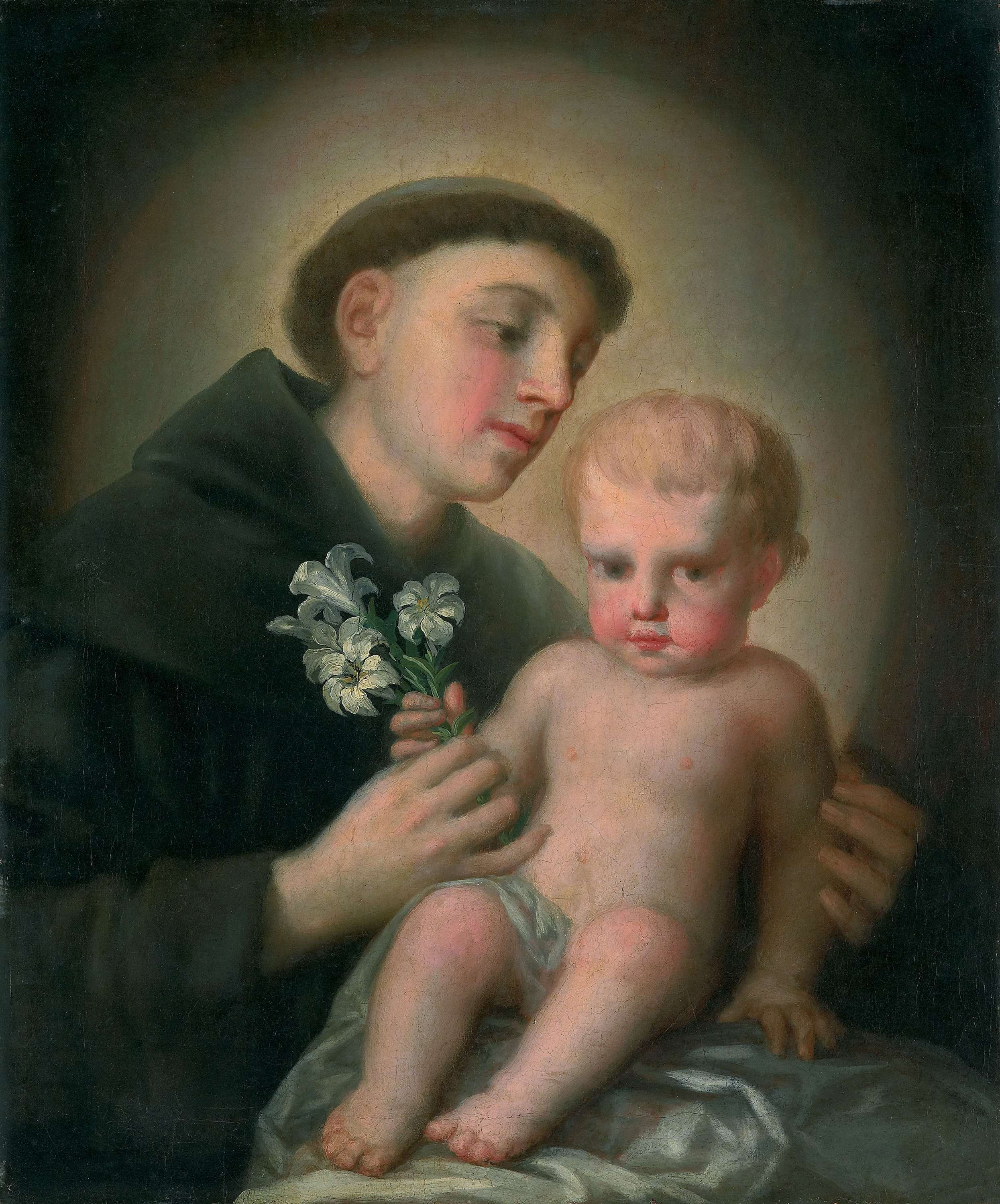
San Antonio de Padua con el Niño Jesús, obra de Francisco Goya. Antonio de Padua, venerado como santo en la Iglesia católica, es quizás el franciscano más famoso luego de la fundación. Al pertenecer al periodo fundacional es considerado por los conventuales parte de su patrimonio. Ellos regentan la Basílica en Padua, donde reposan los restos del santo.

La familia de los frailes menores conventuales se considera, en continuidad histórica y espiritual, la original Orden Menor fundada por Francisco de Asís y, en consecuencia, se siente ligada a todos los santos y personajes ilustres que la Orden ha dado antes de la división, entre ellos evidentemente al fundador. Tampoco olvida a los que iniciaron o inspiraron la Segunda y la Tercera Orden: Clara de Asís, para las Clarisas, Isabel de Hungría y Luis rey de Francia, para la hoy llamada Orden Franciscana Seglar (O.F.S.).
Entre los santos más significativos de los orígenes del franciscanismo y particularmente ligada a la tradición conventual hay que mencionar a Antonio de Padua (en su tiempo llamado Antonio Hispano), los protomártires de la Orden (Berardo, Otón, Pedro, Acursio y Adyuto), Buenaventura de Bagnoregio y Ángela de Foligno. Entre los beatos de esta primera generación destacan Egidio de Asís, Tomás de Celano, Lucas Belludi, Juan Duns Escoto, Andrés Conti de Segni, Odorico de Pordenone, Rainiero de Sansepolcro, Santiago de Strepa y Ángel de Monteleone de Orvieto. 
Tras la división de 1517, no han faltado santos reconocidos y venerados por la Iglesia. Entre los primeros destaca José de Cupertino, canonizado en el siglo XVIII y, más recientemente, Maximiliano Kolbe y Francisco Antonio Fasani, canonizados por Juan Pablo II. Los beatos Buenaventura de Potenza, Rafael Chyliński, Antonio Lucci, los mártires de la revolución francesa (Juan Francisco Burté, Juan Bautista Triquerie, Nicolás Savouret y Luis Armando Adam), los siete mártires polacos, los cinco de la Guerra civil española los dos polacos asesinados en Perú (Miguel Tomaszek y Zbigniew Strzalkowski) y el italiano también asesinado en Perú (Alessandro Dordi).

### Pontífices y obispos
La Orden de los Hermanos Menores Conventuales ha dado dos papas a la Iglesia católica: Srečko Perić (de nombre italiano Felice Peretti) quien subió al trono de Pedro en 1585 con el nombre de Sixto V y Lorenzo Ganganelli, elegido papa en 1769 con el nombre de Clemente XIV. Al haber sido franciscanos antes de la división de 1517, son considerados también conventuales los papas Nicolás IV (1227-1292), Sixto IV (1414-1484) y Julio II (1503-1513). De igual modo el antipapa Alejandro V (1339-1410).
Grande es la lista de obispos franciscanos de la primera generación, los anales cuentan 1062 en total. Los conventuales, luego de 1517, han sido más de 250, sin contar los numerosos vicarios patriarcales de Constantinopla y el nutrido grupo de prefectos apostólicos en tierras de misión.